# Powiat Trenczyn
Powiat Trenczyn (słow. okres Trenčín) – słowacka jednostka podziału administracyjnego znajdująca się w kraju trenczyńskim. Powiat Trenczyn zamieszkiwany był przez 112 767 obywateli (w roku 2001) i zajmował obszar 672 km². Średnia gęstość zaludnienia wynosiła 167,81 osób na km². Miasta: Nemšová, Trenczyńskie Cieplice i powiatowy Trenczyn.